# Mixtape (альбом DMX)
Mixtape — неофициальный микстейп американского рэпера DMX. Первоначально должен был быть выпущен 23 февраля 2010 года, но релиз был перенесён на 23 марта 2010 года., первый альбомом рэпера, который выпущен на Success Records после ухода с Sony Urban Music и Columbia Records из-за разногласий, возникших после выхода альбома Year of the Dog… Again. Микстейп содержит песни, которые должны были войти в следующие альбомы DMX — «Walk with Me Now» и «You’ll Fly with Me Later», а также включает новые песни.
В первую неделю продаж Mixtape дебютировал на 20-м месте в Billboard rap charts.

## Список композиций
| №   | Название                                        | Продюсер(ы)     | Длительность |
| --- | ----------------------------------------------- | --------------- | ------------ |
| 1.  | «Prayer»                                        | Divine Bars     | 1:11         |
| 2.  | «Put Em Up»                                     | Divine Bars     | 2:35         |
| 3.  | «I've Seen» (featuring J.R. Writer & Hell Rell) | The Batkave     | 3:59         |
| 4.  | «Solid» (featuring Rampage)                     | Lzbeatz         | 3:41         |
| 5.  | «Baby I'm Gonna Win»                            | Divine Bars     | 2:41         |
| 6.  | «Boy Back Up» (featuring Mobb Deep)             | The Batkave     | 3:19         |
| 7.  | «You Ain't Shit» (featuring Loon & G. Dep)      | Main Event West | 3:50         |
| 8.  | «This Is That» (featuring Hell Rell)            | The Batkave     | 2:39         |
| 9.  | «Fuck That Bitch»                               | Divine Bars     | 3:10         |
| 10. | «Nowhere to Hide» (featuring AZ)                | The Batkave     | 3:17         |
| 11. | «Lil Room» (featuring Keith Murray)             | Divine Bars     | 3:32         |
| 12. | «Have You Ever»                                 | Divine Bars     | 2:53         |

## Чарты
| Чарт (2010)                       | Высшая позиция |
| --------------------------------- | -------------- |
| U.S. Billboard Rap Albums         | 20             |
| U.S. Billboard R&B/Hip-Hop Albums | 46             |
| U.S. Billboard Independent Albums | 46             |